# Potrzask (film)
Potrzask (ang. Brake) – amerykański film fabularny z 2012 roku w reżyserii Gabe’a Torresa, wyprodukowany przez IFC Films. Główne role w filmie zagrali Stephen Dorff, Chyler Leigh i Tom Berenger.

## Fabuła
Agent specjalny Jeremy Reins (Stephen Dorff) zostaje uwięziony w pancernej skrzyni. Mężczyzna ma trudności z oddychaniem i nie może się ruszać. Tajemniczy porywacze żądają Jeremy’ego, aby wskazał im miejsce, w którym prezydent Stanów Zjednoczonych chroni się w przypadku zagrożenia atakami terrorystycznymi.

## Obsada
- Stephen Dorff jako Jeremy Reins
- Chyler Leigh jako Molly Reins
- JR Bourne jako Henry Shaw
- Tom Berenger jako Ben Reynolds
- Pruitt Taylor Vince jako kierowca
- Sammy Sheik jako Marco

## Odbiór

### Krytyka
Film Potrzask spotkał się z negatywną reakcją krytyków. W serwisie Rotten Tomatoes 44% z dwudziestu siedmiu recenzji filmu jest pozytywna (średnia ocen wyniosła 5 na 10). Na portalu Metacritic średnia ocen z 11 recenzji wyniosła 38 punktów na 100.